# レシガロ語
レシガロ語（レシガロご、Resígaro）とは、ペルー北東部のコロンビアとの国境部に話し手がいる言語である。ロサ・アンドラーデ・オカガネ（Rosa Andrade Ocagane）と彼女の兄弟であるパブロ（Pablo）の2人が最後の話者として知られていたが、2016年11月25日にロサは自身の農地で何者かにより殺害された状態で発見された。この事件により、十分流暢にレシガロ語を話すことが可能な話者は世界にパブロ・アンドラーデただ1人となったことが研究者フランク・ザイファルト（Frank Seifart）により確認された。

## 歴史
話者であるレシガロ族が "Ricigaros" として記録に初めて現れたのは1912年のことであり、アンドケ族（Andoque）やボラ族（Bora）と同じくウィトト族（Huitoto、Witoto）を共通の祖先としながらも、既に当時の段階でそのいずれとも異なる言語を話していたと報告されている（Casement 1912:269–270）。レシガロ族はボラ族やオカイナ族（Ocaina）の他、ムイナネ語（Muinane）やウィトト語、ノヌヤ語（Nonuya）といったウィトト系言語を話す集団やアンドケ族と共に共通する文化を持つ多言語複合体「ピープル・オブ・ザ・センター」（英: "People of the Center"、Echeverri (1997)）の一員として、元々はコロンビア南東部のカケタ川とプトゥマヨ川とに挟まれた地帯で生活を送ってきた。レシガロ族と他の部族、とりわけボラ族との通婚や多言語の併用も盛んに行われたが、19世紀後半になるとペルーのゴム会社であるカーサ・アラーナ社（Casa Arana）がこれらの部族の地に侵入するようになり、やがて諸部族をゴム採集のための労働力として酷使するようになり、人口の激減や文化の破壊が起こった。1930年代初頭にコロンビア政府がプトゥマヨ川以北を開拓し、カーサ・アラーナ社は自社の労働力であるレシガロ族を、ウィトト族やオカイナ族、ボラ族などの民族と共にペルー領のプトゥマヨ川以南に移した。今日ではコロンビアにおけるレシガロ語は消滅したものとみられており、Crevels (2007) においてはレシガロという集団はボラ族やオカイナ族の共同体の中に既に溶け込んでしまっているものと見られている。
後に博士論文として文法書を記すこととなるトレヴァー・レジナルド・アリン（Trevor Reginald Allin）は、1971年から1972年の間に成人のレシガロ語話者4人（アリシア・オカガネ (Alicia Ocagane) とその娘のアデリナ・アンドラーデ・オカガネ (Adelina Andrade Ocagane)、ロサ・アンドラーデ・オカガネ、および息子のパブロ・アンドラーデ・オカガネ）、子供の話者6人と遭遇している。Seifart (2011:9) ではペルーのアンピヤク川（Ampiyacu）沿岸のオカイナ族の共同体ヌエバ・エスペランサ（Nueva Esperanza）に住み、アリンに協力した家族の成員である兄妹または姉弟がレシガロ語を話し続けているとされている。アリンは博士論文の付録として語彙集も作成している（Allin 1976:382–458）が、これについてアンドラーデ家とエリシテーションを行ったフランク・ザイファルト（Frank Seifart）は自身が2003年から2009年にかけて採取し直したデータとの一貫性は高いと述べている。

## 系統
レシガロ語は既にアリンが文法書を発表した1976年以前の時点でアラワク語族に分類されると結論付けられていた。アリンは更にレシガロ語のボラ語との語彙的・文法的な対応から、ボラ語やオカイナ語、ウィトト語といった当時漠然と「ウィトト諸語」（英: Witotoan）とされて未分類であった諸言語もアラワク語族に含まれるべきであると考えた。しかしアリンはその主張を裏付けるための更なる分析や理論展開は行わなかった。
アリンに続く他の学者たちがレシガロ語をウィトト諸語とする分類を行ってきた中、Payne (1985) は Allin (1976:497–527) の375項目によるレシガロ語と周辺言語との比較リストの内、ボラ語のものと近似する動物名や文化的用語など37種類については借用語であるとし、逆に比較リスト中のレシガロ語の基礎語彙57個が他のアラワク語族の言語に見られるものと規則的に音韻対応することや、複数の相互照応接頭辞（英: cross-referencing prefixes）や欠如的接頭辞（英: privative prefix）1つ、再帰接頭辞（英: reflexive prefix）1つといった文法的形態素が悉く語源的にアラワク語に由来するものであることを示した。その後 Payne (1991) や Ramirez (2001:396–446) によりレシガロ語と他のアラワク語の語彙の間で更なる同系語が特定されたことによって、レシガロ語とアラワク語族との関係性は磐石となった。
ただ、後述するように Aikhenvald (2001) によればボラ語からレシガロ語への影響は音韻面、文法面、語彙面の多岐にわたっている。

## 音論

### 音素

#### 分節音素
レシガロ語の子音音素としては以下のようなものが確認されているが、これは世界中の言語を比較した場合、子音の種類が相対的にやや豊富な部類に入る。Aikhenvald (2001:185) によると、音素として声門閉鎖音（声門破裂音）が存在する特徴は他の北アマゾンのアラワク語族の言語には見られず、むしろボラ語やオカイナ語、ウィトト語に見られるものである。
|        |      |      | 唇音 | 歯茎音 | 硬口蓋音 | 軟口蓋音 | 声門音 |
| ------ | ---- | ---- | ---- | ------ | -------- | -------- | ------ |
| 破裂音 | 無声 | 有気 | pʰ   | tʰ     |          | kʰ       |        |
| 破裂音 | 無声 | 無気 | p    | t      | ty       | k        | ʔ      |
| 破裂音 | 有声 | 有声 | b    | d      | dy       | g        |        |
| 破擦音 | 無声 | 有気 |      | tsʰ    | čʰ       |          |        |
| 破擦音 | 無声 | 無気 |      | ts     | č        |          |        |
| 破擦音 | 有声 | 有声 |      | dz     | ǰ        |          |        |
| 摩擦音 | 無声 | 無声 | f    | s      | š        |          | h      |
| 摩擦音 | 有声 | 有声 | v    |        | ž        |          |        |
| 鼻音   | 無声 | 無声 | m̵    | n̵      | ñ̵        |          |        |
| 鼻音   | 有声 | 有声 | m    | n      | ñ        |          |        |

また、上の表にはないものに/r/、/x/がある。
一方、母音音素は以下のように報告されており、これは世界中の言語を比較した場合、平均的な部類である。
|    | 前舌 | 中舌 | 後舌 |
| -- | ---- | ---- | ---- |
| 高 | i    |      | u    |
| 中 | e    |      | o    |
| 低 | a    | a    | a    |

#### 超分節音素
高と低の二種類の声調の区別が存在する。Aikhenvald (2001:185) ではこの特徴も他のアラワク語族の言語の大半には見られず、ボラ語に類似するものであるとされる。

## 文法

### 形態論
Dryer (2013a) は Allin (1976:passim) から、レシガロ語には接頭辞がつく屈折変化も接尾辞がつく屈折変化も同じ程度存在すると判断している。また、-hiiʔpá-tuʔá 〈足-clf〉 (< -hiiʔpu) に見られるような ú が á に変化する現象は形態音韻的に規則的な過程である。

#### 動詞
平叙形は形態的な変化が主であるが、命令形には音韻的な変化も大きく絡んでくる。

##### 平叙形
動詞の平叙形の構造は以下の通りである。
- （代名詞的接頭辞または欠如的接頭辞） + 動詞語幹 + （再帰接尾辞 -phaavú または相互接尾辞 -kakávú） + （使役接尾辞 -tú または起動接尾辞 (英: inchoative suffix) -kaá(nú)） + （方向の接尾辞） + （進行相を表す接尾辞 -pa(nú)）

このうち再帰もしくは相互接尾辞が現れるか否かは動詞の語彙、ひいては意味に依存しており、単純な他動詞か自動詞かの区別によるものではない。

###### 接頭辞
人称や数、性を表す代名詞的接頭辞や、〈…せずに〉を表し起動接尾辞と共起することもある欠如的接頭辞は形態音韻的に動詞語幹と同化する。
以下の接頭辞は相互照応接頭辞 （英: cross-referencing prefixes）とも呼び、他動詞や能動的な自動詞の主語、譲渡不可能な（英: inalienable）所有の所有者などを表す。
|        |        | 単数 | 双数                      | 複数       |
| ------ | ------ | ---- | ------------------------- | ---------- |
| 一人称 | 包括   | no-  | f-/_h va/- （他の場所で） | f/ua-      |
| 一人称 | 除外   | no-  | múu-                      | -          |
| 二人称 | 二人称 | p-   | hú-, i-                   | （命令）i- |
| 三人称 | 男性   | gi-  | n̵-/_h na-                 | na-        |
| 三人称 | 女性   | do-  | n̵-/_h na-                 | na-        |

接頭辞と動詞語幹との組み合わせの例は以下の通りである。
- aʔmitú 〈食べる〉: noʔmitú 〈私は食べる〉、paʔmitú 〈君は食べる〉、maʔmitákaá 〈食べずに〉
- man̵ú 〈呼ぶ〉: noman̵ú 〈私は呼ぶ〉、piman̵ú 〈君は呼ぶ〉、maʔman̵ákaá 〈呼ばずに〉

###### 方向の接尾辞
方向の接尾辞には〈…に行く〉を表す -keé と〈…から来る〉を表す { -kí } があり、動詞語幹が /i/ 以外で終わる場合 /e/ に変化させる（例1および3）が、 /i/ で終わる場合には何も起こらない（例2および4）。{ -kí } は /e/ の後で kí、/i/ の後では ké という異形態をとる。
- 例1: noʔmitekeé 〈私は食べに行く〉 <  aʔmitú 〈食べる〉
- 例2: nokhonikeé 〈私は笑いに行く〉 < khoni 〈笑う〉
- 例3: noʔmitekí 〈私は食べることから来る〉
- 例4: nokhoniké 〈私は笑いから来る〉

##### 命令形
一方命令形（命令法）は平叙形のように接尾辞を並べて作られるものではなく、分節的要素と超分節的要素の両方からなるものとされている。二人称の単数、双数、複数形のみが該当するが種類は豊富であり、基本的な命令形と方向命令形とに分けられ、更にそれぞれの体系に肯定と否定のものが存在する。

###### 基本的な命令
肯定単数形は基となる動詞の語幹が1音節の場合、同化された平叙形と同じ形を取る（例1）。一方、語幹が2音節以上で平叙形の語末から2番目と3番目の音節が低声調の場合は、いずれも高声調に変化する（例2aおよび2b）。
- 例1: píšú 〈肉を食べろ！〉  : pišú 〈君は肉を食べる〉
- 例2a: páʔmítú 〈飲め！〉 : paʔmitú 〈君は飲む〉
- 例2b: píʔpí 〈行け！〉 : piʔpí 〈君は行く〉

肯定双数形は双数マーカーである-musi（男性）または-mupi（女性）を動詞の後ろにつけ、結果的に語末のuがaに変化したり動詞に含まれる声門閉鎖音の位置が右側の音節にずれ込んだりする現象が見られる（例1）。また肯定単数形と同じ声調の規則も見られる（例2）。更に肯定双数形と肯定複数形に共通する特徴としては動詞語幹の前にi-が添加される現象も挙げられる（例3aおよび3b）。このi-は語幹がh-や母音で始まる場合には見られない（例1、例2）。
- 例1: hadápáʔmusi 〈歌え！〉 : hamusi hadáʔpú 〈君たち二人は歌う〉
- 例2: íʔpímusi 〈行け！〉 : hamusi iʔpí 〈君たち二人は行く〉
- 例3a: išámusi 〈肉を食べろ！〉  : hamusi šú 〈君たち二人は肉を食べる〉
- 例3b: botoʔ ikhámusi 〈掃け！〉 : hamusi botoʔ khú 〈君たち二人は掃く〉

肯定複数形は一切の接尾辞が付加されない。先述のi-添加に関するものに加え、他の肯定形同様に声調に関する規則が見られる。
- 例: áʔmítú 〈食べろ！〉 : haʔá aʔmitú 〈君たちは食べる〉

否定命令は { -maʔu } という接語を付加することで作られる。これは場合によって-maʔu、-má、-máʔという異形態をとり、接続する要素の末尾のuをaに変化させる。
例:
- 〈食べるな！〉 単数: páʔmitámáʔ; 双数: áʔmitámusimáʔ; 複数: áʔmitámáʔ
- 〈掃くな！〉 単数: botoʔ pikhámaʔu または botoʔmá pikhú; 双数: botoʔmá ikhámusiまたはbotoʔ ikhámusimáʔ; 複数: botoʔ ikháma?u または botoʔmá ikhú

###### 方向命令
方向命令は基本的には-ní 〈行って…しろ〉や -ʔkú 〈来て…しろ〉を動詞語幹が変化したものにつけて語幹末の母音を長音化することで作られるが、いずれも双数形では省かれ、更に-níに限っては再帰接尾辞がつくなどして最後の要素とならない場合も省かれる。この2つは動詞につく方向の接尾辞とは形は異なっているが共通の音韻規則が見られ、人称・数の表示や否定の際の接語 { -ma?u } もほぼ通常の命令形に準ずる。
|        |      | 単数         | 双数              | 複数        |
| ------ | ---- | ------------ | ----------------- | ----------- |
| + -ní  | 肯定 | pišeení      | išeemusi          | išeení      |
| + -ní  | 否定 | pišeemaʔu    | išeemusimaʔu      | išeemaʔu    |
| + -ʔkú | 肯定 | pišeeʔkú     | išee(ʔká)musi     | išeeʔkú     |
| + -ʔkú | 否定 | pišeeʔkámaʔu | išee(ʔká)musimaʔu | išeeʔkámaʔu |

#### 名詞
名詞の構造は語幹を基本とする以下の2パターンのものが存在する。
1. 名詞語幹 + （拡大接尾辞 -kobu または縮小接尾辞 -ǰáʔ） + （限定の接尾辞 -n̵ú もしくは -n̵á）[34]
2. 名詞語幹 + （類別詞） + （拡大接尾辞 -kobu または縮小接尾辞 -ǰáʔ） + （数の接尾辞） + （限定の接尾辞 -n̵ú もしくは -n̵á）[35]

また、アリンは名詞を3種類のサブクラスに分け、時を表すものを1、呼びかけのための語彙を2、左2つに当てはまらない全てのものを3と分類している。このうちサブクラス3はリミッター（英: limiter） の共起の有無と共起する場合の義務の有無とに応じて、更に3つの大きなカテゴリに分けられるものとされている。
1. リミッターが必須: 親族名称、身体語彙、全体の一部を表す名詞、何らかの変化を被る名詞[37]
2. リミッターは不要: カテゴリ1のうち、所有された場合に著しい変化が見られるものの非被所有の異形態[38]
3. リミッターは任意: 上二つに当てはまらないサブクラス3のもの全て[38]

これらのサブクラスやカテゴリ分けは、後述する句や節レベルにおいて重要となってくる。

##### 類別詞
レシガロ語の類別詞とは、名詞により表現される事物の形状などの性質を明示するものである。類別詞は単数形に限り省略可能である場合も存在するが、双数形と複数形の場合は-?aapí 〈腕状のもの〉を例外として必ず現れる。
例:
- -gí 〈男、雄、人間以外の生物〉: atsáagí 〈男〉、phaigí 〈年老いた男〉
- -píǰé 〈人間の女〉: phaipíǰé 〈老女〉
- -gú〈長くて平たいもの〉: vaʔagú 〈マチェーテ〉

##### 数の接尾辞
共起し得る数の接尾辞は名詞の種類によって以下のように変化する。各名詞の名称は構造を分類するための便宜的なものである。「身体部位」と「類別名詞」には、接尾辞の直前の母音音素が名詞語幹によって高声調の短母音となる場合と低声調の長母音となる場合という形態音韻的な差異が見られる。
|                    |                    | 双数    | 複数    |                                                                                                 | 語例 |
| ------------------ | ------------------ | ------- | ------- | ----------------------------------------------------------------------------------------------- | ---- |
| 「人間」           | 男性               | -musi   | -né     | náagí 〈兄弟の兄弟〉: náagímusi, náginé                                                         |      |
| 「人間」           | 女性               | -mupi   | -né     |                                                                                                 |      |
| 「人間以外の生物」 | 「人間以外の生物」 | -musi   | -mu     | an̵oógí 〈獏〉: an̵oógímusi, an̵ogímu                                                              |      |
| 「身体部位」       | 「身体部位」       | { -kú } | { -né } | -n̵igí 〈顔〉: -n̵igíkú, -n̵igíné -hitákó 〈鼻〉: -hitákookú, -hitákooné                           |      |
| 「類別名詞」       | 「類別名詞」       | { -kú } | { -hí } | taasaʔíǰó 〈カップ〉: taasaʔiǰókú, taasaʔiǰóhí -hiiʔpágú 〈つま先〉: -hiiʔpágaakú, -hiiʔpágaahí |      |

#### 代名詞
代名詞の語根は以下の通りである。括弧内は後ろに派生要素（英: derivator）が来た場合の同化形である。動詞語幹に同化した代名詞は基本的には主語を表すが、目的語を表す場合もある（参照: #代名詞の機能）。
|        |        | 単数      | 非単数               |
| ------ | ------ | --------- | -------------------- |
| 一人称 | 包括   | n̵ó        | fú                   |
| 一人称 | 除外   | n̵ó        | muu-                 |
| 二人称 | 二人称 | phú       | hú (ha-)             |
| 二人称 | 二人称 | phú       | （命令の場合のみ）i- |
| 三人称 | 男性   | tsú (gi-) | n̵ú (na-)             |
| 三人称 | 女性   | tsó (do-) | n̵ú (na-)             |

このうち非単数の語根は双数を表すマーカー -musi（男性）または -mupi（女性）と結びついて以下のような双数形を形成することが可能である。一人称非単数包括形がfa-となることを除き、他は先述の同化形となる。
|        |        | 男性     | 女性     |
| ------ | ------ | -------- | -------- |
| 一人称 | 包括   | fa-musi  | fa-mupi  |
| 一人称 | 除外   | muu-musi | muu-mupi |
| 二人称 | 二人称 | ha-musi  | ha-mupi  |
| 三人称 | 三人称 | na-musi  | na-mupi  |

また、独立代名詞の複数形は以下の通りとなる。
|        | 包括         | 除外        |
| ------ | ------------ | ----------- |
| 一人称 | faʔa, fú, fa | muu-ʔa, muu |
| 二人称 | ha-ʔa, hu    | ha-ʔa, hu   |
| 三人称 | na-ʔa, hná   | na-ʔa, hná  |

Aikhenvald (2001:186) は、一人称の非単数における包括と除外の対立や双数の存在は他の大半のアラワク語族の言語には見られず、むしろボラ・ウィトト系言語的な要素であるとしている。Aikhenvald は続けて、一人称除外の muuʔa もボラ語から借用されて fa-ʔa（一人称）や na-ʔa（三人称）といった他の非単数代名詞との類推から接頭辞 muu- と不変化詞 -ʔa の合成と再分析された上、この muu- と双数マーカーの -musi や -mupi とが結びついたとしている。更に Aikhenvald は、一人称双数、二人称双数、三人称双数において男性と女性の区別がある一方で複数にはその様な区別がない点についてもボラ語や多くのウィトト諸語からレシガロ語に流入した、類型的には珍しい特徴である旨を述べている。

#### 形容詞
アリンは形容詞を「名詞を修飾するもの」（英: "Attributive"）、「叙述的なもの」（英: "Predicative"）、「限定修飾的なもの」（英: "Modificatory"）の順で3種類のサブクラスとする分類を行っている。
このうち「名詞を修飾するもの」には名詞につく接尾辞4種類が含まれ得るが、このうち類別詞は必ず現れる。どの接尾辞が現れるかは名詞句の主要部の名詞に左右される。
- 例: ǰiǰaa-gí ǰaánú

グロス: 大きい-clf 子供
訳: 「大きな子供」

#### 指示詞
指示詞の語根は hí- 〈この〉 と héʔe- の2種類であるが、これに修飾される名詞に応じた類別詞接尾辞が必ず付き、場合によっては更にその後ろに拡大もしくは縮小接尾辞、数の接尾辞、限定の接尾辞がそれぞれ任意で付加される。
例:
- hí-gá va?a-gú

グロス: dem-clf マチェーテ-clf
訳: 「このマチェーテ」
- héʔe-gá-ǰaaku-n̵á vaʔa-gá-ǰaaku-n̵á

グロス: dem-clf-縮小辞.du-限定 マチェーテ-clf-縮小辞.du-限定
訳: 「あの二本のマチェーテのみが」

#### 数詞
数詞の語根は sá- 〈1〉 と mi- 〈2〉の2種類である。名詞を修飾する場合、この語根に対して名詞の内容に応じた類別詞接尾辞が必ず付き、場合によっては更にその後ろに拡大もしくは縮小接尾辞、数の接尾辞、限定の接尾辞がそれぞれ任意で付加される。
例: 
- sá-mi hiítú

グロス: 一つ-clf カヌー
訳: 「一艘のカヌー」
- sa-ʔé aváanaʔé

グロス: 一つ-clf 木の幹
訳: 「一本の幹」
- mi-miikú hiítámiikú

グロス: 二つ-clf.du カヌー.clf.du
訳: 「二艘のカヌー」
一方、数え上げを行う際は類別詞の種類が限定される。詳細および1から20までの数については#数詞の一覧を参照されたい。

#### 接語
レシガロ語の接語は呼格（英: vocative）の後ろの要素のうち最初のものに接尾辞として付加されるが、主語が述語と融合するなどして述語しか存在しない場合には、その述語の最後か、あるいは述語が boto? khú 〈掃く〉のように二語以上から成る場合に限り動詞本体（左記の例の場合 khú）ではない要素の末尾にもつく。

##### 時制
Allin (1976:passim) には近過去を表す -mí、遠過去を表す -ʔpe、未来を表す -vá が散見され、いずれも接語であるとされている。Aikhenvald (2001:188) は動詞形態素の一つとして時制に言及し、パターンはボラ語の影響を受けて再編されたものの、形態素自体はタリアナ語やバニワ語（Baniwa; 別名: Baniwa do Içana）といった他のアラワク語族の言語と同系のものであるとしている。

### 統語論

#### 句

##### 名詞句
名詞句は以下のように大別すると4通りの型となるが、うち1つは主要部（被修飾部）や数量詞の種類により更に4通りに分かれる。
| i   |     | 名詞句または指示詞     | （数詞句）             | （サブクラス1の形容詞） | サブクラス3・カテゴリ1の名詞 | （関係節） |
| i   |     | -                      | （数詞句または疑問詞） | （サブクラス1の形容詞） | サブクラス3・カテゴリ2の名詞 | （関係節） |
| i   |     | -                      | 疑問詞                 | （サブクラス1の形容詞） | サブクラス3の名詞            | （関係節） |
| i   |     | （名詞句または指示詞） | （数詞句）             | （サブクラス1の形容詞） | サブクラス3・カテゴリ3の名詞 | （関係節） |
| ii  | ii  | （サブクラス1の名詞）  | （数詞句）             | -                       | サブクラス1の名詞            | -          |
| iii | iii | -                      | -                      | -                       | 関係節または代名詞           | -          |
| iv  | iv  | -                      | -                      | -                       | 人名                         | （関係節） |

##### 軸・統語関係標識句
以下は Allin (1976) において「軸・統語関係標識句」（英: "Axis-Relator Phrases"）として扱われているものである。

###### 与格目的
-ké は前に名詞（句）、疑問詞、名詞化節をとり、与格目的（英: dative objective）を表す。
- 名詞句をとる例: giʔithé ǰiǰáagí ǰaána-ké-mí maaʔmá doʔoní[58]

グロス: dem 大きな 子供-dat-rec キャッサバ 3sg.f.与える
訳: 「彼女はあの大きな子にキャッサバをあげた」
- 名詞化節をとる例:
  - an̵epuuʔ nodoʔphaavaa-ké, nií maatsáʔ n̵ó[58]

グロス: 多く 1sg.働く-dat neg 疲れた 1sg
訳: 「私は結構働くけれども、疲れはしない」
  - pímáa-ké nodoʔphaavú[58]

グロス: 2sg.眠る-dat 1sg.働く
訳: 「君は眠るが、私は働く」

このように場合によって意味の違いが見られるため -ké をそれぞれ譲渡（英: dative）、譲歩（英: concessive）、併発（英: concurrent）を表す同音異義の形態素と見ることも可能ではあるものの、アリンは他の名詞句や節を伴う軸・統語関係標識句の大半と差が見られない点、他の形式的に異なる要素が共起しない点、節レベルの違いがあるとしても句レベルには影響を及ぼさない点などの理由を挙げ、3つの形態素へ区別されることを否定している。

###### 目的
目的（英: purposive）を表す形態素 { -n̵ó } は名詞句や疑問詞、名詞化節を前にとる。代名詞である場合には -hó、それ以外の場合には-n̵ó となる。
- 名詞句をとる例: giʔithé ǰiǰáagí ǰaána-n̵ó-mí domú "vée pi-tsáʔ"[60]

グロス: dem 大きな 子供-purp-rec 3sg.f.言う ここ 2sg-来る
訳: 『彼女はあの大きな子へ「こっちへ来い」と言った』
- 名詞化節をとる例: veʔe gi-tsáʔ ináadó gimin̵aá-n̵ó[60]

グロス: ここ 3sg.m-来る 女 3sg.m.探す-purp
訳: 「彼は妻を探すためにここに来る」

###### 受益
-poká? は前に名詞句、疑問詞、名詞化節をとり、受益（英: benefactive）を表す
- 名詞句をとる例: giʔithé ǰiǰáagí ǰaáná-pokáʔ-mí aʔmithoótsí do-khú[61]

グロス: dem 大きな 子供-ben-rec 食事 3sg.f-作る
訳: 「彼女はあの大きな子のために食事を作った」
また名詞化節をとる場合、述語となる節は原因・結果を表すようになる。
- 例: veʔe gi-tsáʔ ináadó gimin̵aá-pokáʔ[62]

グロス: ここ 3sg.m-来る 妻 3sg.m.探す-ben
訳: 「彼は妻を探すのでここに来る」

###### 手段
-gí は前に名詞句、疑問詞、名詞化節をとり、手段（英: instrumental、〈…で〉）を表す。
- 名詞句をとる例: giʔithé ǰiǰaagú vaʔaga-gí-mí onáʔko kainée gi-khú[63]

グロス: dem 大きな マチェーテ-ins-rec 蛇 死んでいる 3sg.m-作る
訳: 「彼はあの大きなマチェーテで蛇を死なせた」

###### 付帯
付帯（英: concomitant、…と; …ながら、…つつ）を表す形態素 { -neé } は名詞（句）や名詞化節、形容詞、疑問詞を前にとる。名詞や疑問詞が連続する母音で終わるものである場合には -né、それ以外の場合には-neé となる。
- 名詞句をとる例: giʔithé ǰiǰáagí ǰaáná-neé-mí dotsáʔ[64]

グロス: dem 大きな 子供-com-rec 3sg.f.来る
訳: 「彼女はあの大きな子と一緒に来た」
- 名詞化された節をとる例: pómanúʔ tsadá?páʔ-neé-mí dodoʔphaavú[65]

グロス: 大声で 3sg.m.歌う-com-rec 3sg.m.働く
訳: 「大声で歌いながら彼は働いた」
- 形容詞をとる例: kai née[66]

グロス: 死の com
訳: 「死んでいる」
- 疑問詞をとる例: kéhee-né-mí daʔmitú[66]

グロス: 誰-com-rec 3sg.m.食べる
訳: 「彼は誰と食べたんだ？」
また〈…なしに〉を表す { -ma? } は名詞句と名詞化節、〈…のみ〉を表す -kápo? は名詞句のみをとる。

###### 比較
比較（英: comparative）の-veʔn̵íi 〈…よりも〉や -pee? 〈…ぐらい、…の様に〉は前に名詞句または名詞化節をとる。-peeʔ と同じ役割を果たすものとして -ʔéʔ もまれに見られる。
- 名詞化節をとる例:

- doʔmitaá-veʔn̵íi daʔmitú

グロス: 3sg.f.食べる-比較 3sg.m.食べる
訳: 「彼女が食べるよりも彼の方がよく（頻度）食べる」
- doʔmitaá-peeʔ daʔmitú

グロス: 3sg.f.食べる-比較 3sg.m.食べる
訳: 「彼女が食べるくらいに彼は食べる」

###### 条件
-tshí は前に名詞（句）や名詞化節をとり、条件（英: conditional、〈…ならば〉）を表す。
- 名詞化節をとる例: an̵epuuʔ aáʔe eeʔhi khá-tshí-vá, kašooʔ vaʔmitú[56]

グロス: 多く 父 魚 する-cond-fut よく 1pl.incl.食べる
訳: 「お父さんが沢山の魚を捕まえるならば、皆でよく食べられるよ」

###### 付加
-tsí は前に名詞化節をとり、付加（英: adjunct、〈…したら〉）を表す。
- 例: papókaá-tsí foo pi-khú[70]

グロス: 起床する-adju 火 2sg-作る
訳: 「起きたら火を起こせ」

###### 方向
以下の要素は方向を表し（英: directional）、いずれも名詞（句）や疑問詞を前にとる。
- -khó 〈…から、…より〉
  - 例: ǰakáde-khó no-tsáʔ[73]

グロス: 畑-dir 1sg.sbj-来る
訳: 「私は畑から来る」
- -kóo 〈…へ〉
  - 例: ǰakáde-kóo no-tsáʔ[74]

グロス: 畑-dir 1sg.sbj-来る
訳: 「私は畑へ来る」
- -gikhé 〈…の中から外へ〉
  - 例: teéʔí-gikhé fitsóʔ nožú[75]

グロス: 川-dir 退く 1sg.sbj-いる
訳: 「私は川から出てくる」

###### 位置
以下の要素は位置を表し（英: locative）、種類によって前に名詞（句）または名詞化節のいずれかをとる。
- -hií(pó) 〈…の上に〉
  - 例: kóʔpíidá paniítsí-hií(pó)[78]

グロス: 鳥 家-loc
訳: 「鳥は家の上に（いる）」
- -náapí 〈…の下に〉
  - 例: pagin̵oótsihá-náapí tsó[78]

グロス: 毛布-loc 3sg.f
訳: 「彼女は毛布の下に（いる）」
- -aʔnú 〈…の横に〉
  - 例: paniítsí-aʔná tsó[79]

グロス: 家-loc 3sg.f
訳: 「彼女は家の横に（いる）」
- -ípe 〈…の前に〉
  - 例: paniítsi-ípe tsó[79]

グロス: 家-loc 3sg.f
訳: 「彼女は家の前に（いる）」
- -gí 〈…に〉
  - 例1: tsa-mí tébahú-gí kanán̵ú[79]

グロス: 3sg.m-rec ジャングル-loc 迷う
訳: 「彼はジャングルで迷ってしまった」
  - 側面を表す例: teéʔí-ʔaaví-gí n̵óʔvu[79]

グロス: 川-側-loc 1sg.sbj.歩く
訳: 「私は河辺を歩く」
  - 時を表す例: aámé-ʔpe kainée ǰú apáapí kámiiká-gí[80]

グロス: 1sg.poss.母-rem 死んだ いる 他の 年-loc
訳: 「私の母は去年に亡くなっている」
- -nú 〈…に〉
  - 例1: póʔkónoomá-ná tsó[80]

グロス: 戸口-loc 3sg.f
訳: 「彼女は戸口に（いる）」
  - 側面を表す例: teéʔí-?aaví-ná té-koomí[80]

グロス: 川-側-loc dem-村
訳: 「河辺にあの村（がある）」
  - 後部を表す例: paniítsí-ván̵i-ná tsó[80]

グロス: 家-後ろ-loc 3sg.f
訳: 「彼女は家の後ろに（いる）」
  - スペイン語や英語の位置表現に対応しない例: vakháǰakáatsí gi-ná[81]

グロス: 病気 3sg.m-loc
訳: 「彼は病んでいる」
- -gikó 〈…の中に〉
  - 例1: paniítsí-gikó tsó[82]

グロス: 家-loc 3sg.f
訳: 「彼女は家の中に（いる）」
  - 名詞化節をとる例: Isabeel-mí Maanoel tshéní maaʔmá daʔmitáa-gikó[83]

グロス: イサベル-rec マヌエル 見る キャッサバ 3sg.m.sbj.食べる-loc
訳: 「イサベルはマヌエルがキャッサバを食べるところを見た」

#### 節

##### 代名詞の機能
たとえばnoʔmitú 〈私は食べる〉の場合のように動詞に同化した代名詞は基本的には節レベルにおいてその動詞の主語を表す。しかし、以下のように目的語として機能する場合もあり得る。
- 例: no-manáa gi-tóʔ

グロス: 1sg.obj-知る 3sg.m.sbj-得る
訳: 「彼は私を知っている」
場合によっては名詞句中の代名詞が節の主語を指す（英: refer to）必要がある。アリンは相互照応（英: cross-reference）が必要な場合として以下の二つの場合を挙げている。
1. -váfó hénotú 〈考える、瞑想する〉
例: no-váfó n̵ónotú
グロス: 1sg-中 1sg.sbj.同じにする
訳: 「私は考える」
2. -hoʔdónaúgí iʔtón̵ú
例: n̵o?dónaú-gí no?tón̵ú
グロス: 1sg.膝-com 1sg.sbj.立つ
訳: 「私はひざまずく」

##### 語順
自動詞節の語順は主語、述語の順となる。他動詞節の場合は主語、目的語、述語の語順が極めて厳格に守られており、SOV型に分類することが可能である。
否定を表す表現は自動詞節の場合その前に置かれ、他動詞節の場合もその述語より前に置かれる。
- 例1: nií tsa ímú[91]

グロス: neg 3sg.m 眠る
訳: 彼は眠らない
- 例2: nií pišaaní gi-šú[92]

グロス: neg 肉 3sg.m-肉食する
訳: 彼は肉を食べない

##### 関係節
先述のように名詞句に修飾部が存在する場合、それは関係節である。関係節は上記の通り通常は主要部の後ろに現れるが、以下の例のように解釈の仕方によって全く異なる文意となる場合には、曖昧さを排除するために修飾部の関係節が丸ごと主要部の前に並べ替えられることもあり得る。
- 例1: giʔithé ǰaánáǰa-mí giʔí ǰiǰáagí atsáagí ífotáanígi-mí oo iʔpí

グロス: dem 子供.縮小辞-rec dem 大きな 男 おどかす.rel-rec 強意語 行く
訳: 「この大男がおどかしたあの子は行ってしまった」、または「あの子がおどかしたこの大男は行ってしまった」
- 例2: giʔí ǰiǰáagí atsáagí ífotáanígi-mí giʔithé ǰaánáǰa-mí oo iʔpí

グロス: dem 大きな 男 おどかす.rel-rec dem 子供.縮小辞-rec 強意語 行く
訳: 「この大男がおどかしたあの子は行ってしまった」
Dryer (2013c, d) は Allin (1976:223, 229ff, 230, 231) を参照し、レシガロ語の関係節は名詞に後置される型と内位主要部型（英: internal-head type）、つまり被修飾語が関係節の内部に埋め込まれている型の2種類が優勢であると判断している。

## 語彙

### 数詞の一覧
特定の対象を指さずに数え上げを行う際の数詞は名詞（句）を修飾する場合とは対照的に、共に用いられる類別詞は「指」に関するもののみに限定される。これは数を数えるという行為が手足の指を用いて為されたことに由来するためである。レシガロ語の1から20までの数詞は以下の通りである。数詞が名詞（句）を修飾する場合については#数詞を参照のこと。
| 数 | レシガロ語                 | 逐語訳              | 備考                               |
| -- | -------------------------- | ------------------- | ---------------------------------- |
| 1  | sagú                       |                     | 左手の小指                         |
| 2  | migaakú                    |                     | 左手の薬指                         |
| 3  | migaakúʔ sagúʔ             | 「2 1」             | 左手の人差し指（英: index finger） |
| 4  | poʔtsáávágaahí             | 「中心指」          | 左手の人差し指（英: forefinger）   |
| 5  | sá-ʔosí                    | 「手1つ」           | 左手全体                           |
| 6  | sí-ʔosí-khó sagú           | 「別の手から1」     | 右手の小指から数えられる。         |
| 7  | sí-ʔosí-khó migaakú        | 「別の手から2」     | 右手の小指から数えられる。         |
| 8  | sí-ʔosí-khó migaakúʔ sagúʔ | 「別の手から3」     | 右手の小指から数えられる。         |
| 9  | sí-ʔosí-khó poʔtsáávágaahí | 「別の手から4」     | 右手の小指から数えられる。         |
| 10 | pá-ʔosí-ku-n̵á              | 「2つの手全部」     | つまり「両手」を意味する。         |
| 11 | feeʔpá-khó sagú            | 「私たちの足から1」 | 左足の小指から数えられる。         |
| 12 | feeʔpá-khó migaakú         | 「私たちの足から2」 | 左足の小指から数えられる。         |
| 13 | feeʔpá-khó migaakúʔ sagúʔ  | 「私たちの足から3」 | 左足の小指から数えられる。         |
| 14 | feeʔpá-khó poʔtsáávágaahí  | 「私たちの足から4」 | 左足の小指から数えられる。         |
| 15 | feeʔpá-khó sá-ʔosí         | 「私たちの足から5」 | 左足の小指から数えられる。         |
| 16 | sí-tuʔá-khó sagú           | 「別の足から1」     |                                    |
| 17 | sí-tuʔá-khó migaakú        | 「別の足から2」     |                                    |
| 18 | sí-tuʔá-khó migaakúʔ sagúʔ | 「別の足から3」     |                                    |
| 19 | sí-tuʔá-khó poʔtsáávágaahí | 「別の足から4」     |                                    |
| 20 | sa-gí                      | 「1人」             | つまり「両手両足」を意味する。     |

### 借用
レシガロ語の語彙は同じアラワク語族の言語であるタリアナ語やバニワ語のものと60パーセント前後が共通している。その一方でレシガロ語はボラ・ウィトト語族の影響の下、「中核的な」語彙（英: 'core' vocabulary）のみならず「中核的」ではない語彙や代名詞数種、名詞に関する拘束的な形態構造の借用も行っている。その中でも特にボラ語からの借用語は多数見られる。Aikhenvald (2001:184) ではたとえば ámoogí 〈魚〉についてはタリアナ語、バニワ語の kuphe やピアポコ語の cubái に対しボラ語は amóópe 、teéʔí 〈川〉についてはタリアナ語、バニワ語、ピアポコ語の uni 〈水、川〉に対しボラ語は tʰeé-ʔi といった比較がなされており、数詞 sa- 〈1〉や migaa 〈2〉についてもそれぞれボラ語の tsa-、míɲéé/mihaa(-CLF) の借用によるものであるとされている。Aikhenvald (2001:186) によると、双数マーカーの -musi と -mupi や生物複数のマーカー -mu 、また既に述べられたように一人称除外の muuʔa もボラ語から借用されたもので、類別詞の一部（たとえば -gú など）もボラ語に対応するものが存在している。